# Neoxolmis salinarum
Neoxolmis salinarum (лат.) — вид птиц из семейства тиранновых (Tyrannidae). 
В ревизии 2020 года был отнесён к роду Neoxolmis; ранее рассматривался в роде Xolmis. Первоначально (в 1979 году) был описан как подвид Xolmis rubetra salinarum.
Эндемик Аргентины, где эти птицы обитают на северо-западе провинции Кордова, на крайнем юге Катамарки и на юго-западе Сантьяго-дель-Эстеро и к востоку от Риохи. Птицы живут в растительности, растущей на засоленных почвах, на высоте 100—200 м над уровнем моря.
МСОП присвоил виду охранный статус NT. Угрозой для него считают возможную утрату мест обитания.